# Formikárium

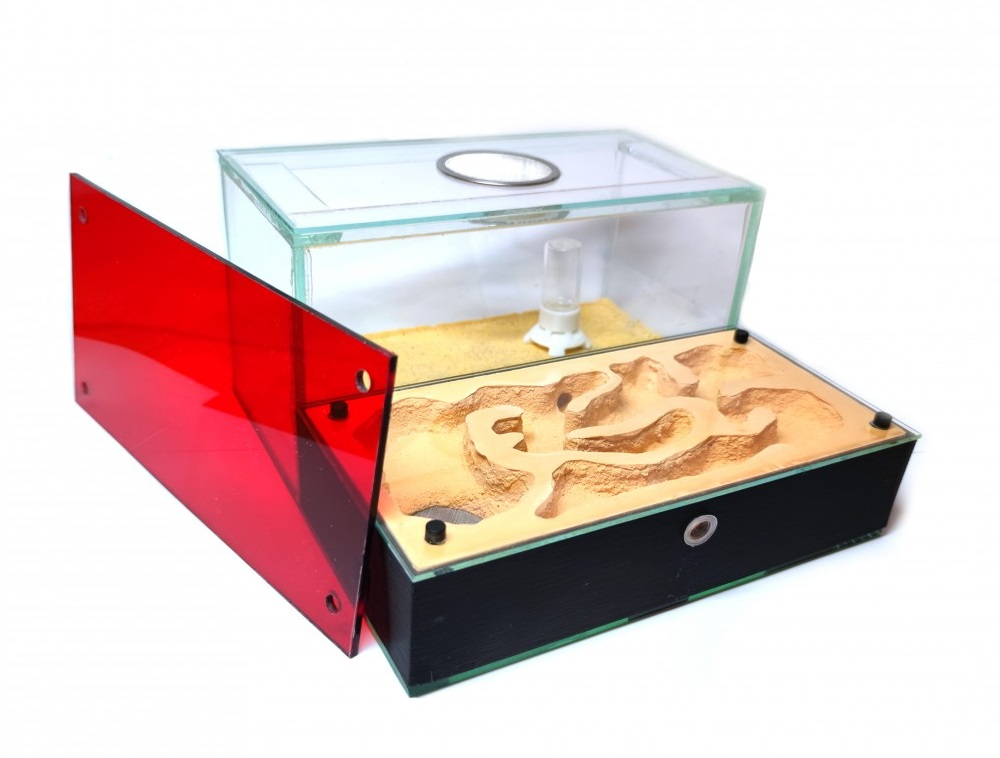
Formikárium - mravenčí farma

Formikárium je speciální terárium určené pro chov mravenců. Nabízí chovatelům mravenců možnost nahlížet dovnitř mraveniště, které je v přírodě přístupné jen z jeho zevnějška. Co se ukrývá pod povrchem mraveniště, je díky formikáriu zpřístupněno ve vší kráse. 
Existuje více druhů formikárií - sádrové, plastové nebo z jiné hmoty, ve které se dají vytvořit chodbičky s komorami pro mravence. Formikárium má hnízdní část zakrytou krycím sklem, přes nějž může chovatel sledovat chování a vývoj mravenčí kolonie uvnitř hnízda. Na trhu existují také formikária vyplněná speciálním průhledným gelem, ve kterém si mravenci mohou chodbičky vybudovat zcela sami. Takové formikárium však není určeno pro chov, ale pouze ke krátkodobému pozorování chování mravenců vzhledem k tomu, že gel slouží zároveň také jako potrava. Po vykopání chodbiček a spotřebování posledního neznehodnoceného gelu dojde k jeho zplesnivění díky nadměrné vlhkosti a dělnice zde v krátkém čase zcela vymřou. 
Nejvhodnějším materiálem pro výrobu formikária jsou materiály, které se svými fyzikálními vlastnostmi téměř rovnají skutečným přírodním mraveništím. Sem řadíme především ytong a sádru zejména proto, že mají vyvážené pH a disponují výbornými absorpčními vlastnostmi, jako je poréznost a zadržování vody. Nevhodná jsou také celoplastová formikária, v nichž je velmi těžké udržet podmínky pro chov mravenců.
Vlastní výroba formikária není těžká, ale je nutné dodržet základní prvky pro zajištění správného prostředí k chovu mravenců, jako jsou optimální zavlažení, výměna vzduchu a také osazení pozorovacího skla červenou fólií či plexisklem, které odfiltruje denní spektrum světla, čímž se eliminuje vyrušování kolonie při jejím pozorování.
Srdcem formikária je hnízdní část, v níž je ukryta královna, potomstvo (vajíčka, larvy, kukly), většina dělnic a také uskladněná potrava. Druhá část hnízda se nazývá výběh neboli aréna. Zde probíhá veškerá aktivita, jako je lov hmyzu, sběr potravy, či vynášení mrtvých dělnic a zbytků potravy z hnízdní části. Chovatel zde nejčastěji umisťuje napáječku s vodou a medovicí. Horní část arény by měla být vybavena vhodnou protiúnikovou bariérou a víkem s větracími otvory vyplněnými jemnou nerezovou mřížkou.